# Sebastiano Serlio

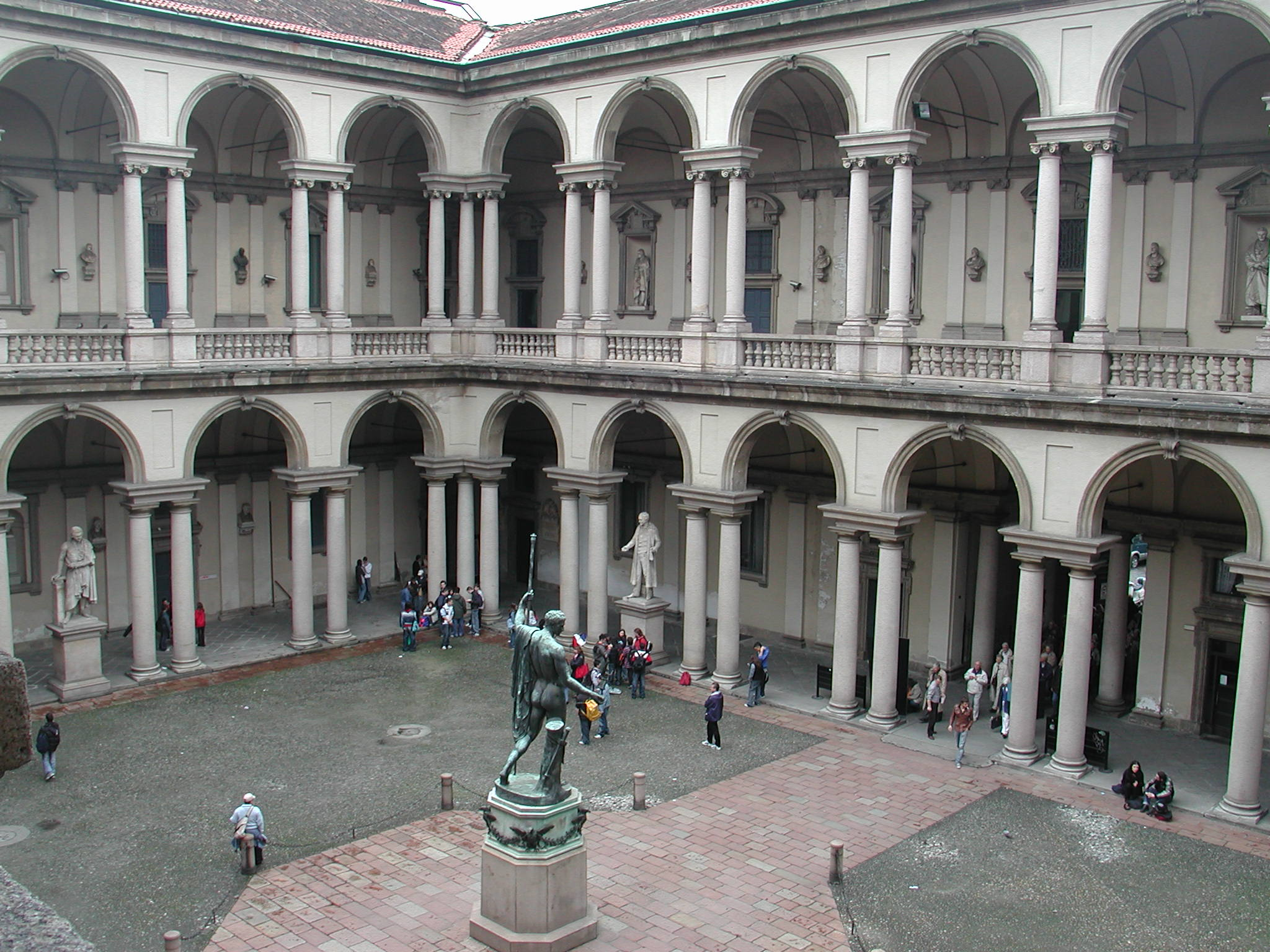
Pinacoteca de Brera.

Sebastiano Serlio (Bolonha, 6 de setembro de 1475 — 1554) foi um arquiteto italiano do Renascimento. Integrou a equipe que construiu o Château de Fontainebleau e foi o autor do tratado I sette libri dell'architettura e ajudou a consolidar a Ordem Arquitetônica.
Serilo foi para Roma em 1514 e permaneceu lá ate 1527 quando ocorre o Saque de Roma. Foi para Veneza mas deixou poucas marcas ali porém é lá que surge o primeiro volume de seu tratado denominado "Regole generali d'architettura [...]" ou Regras Gerais da Arquitetura.
As publicações de Serilo chamaram a atenção do rei Francisco I da França. A carreira do arquiteto decola quando recebe um convite deste rei para ser conselheiro na construção e decoração do Château de Fontainebleau onde uma equipe italianos havia sido formada.
Morreu em 1554 e sua maior contribuição foi seu tratado, tido como guia prático para arquitetos, que teve grande repercussão na França, Países Baixos e Inglaterra.

## O Sexto Livro de Serlio e sua importância na arquitetura

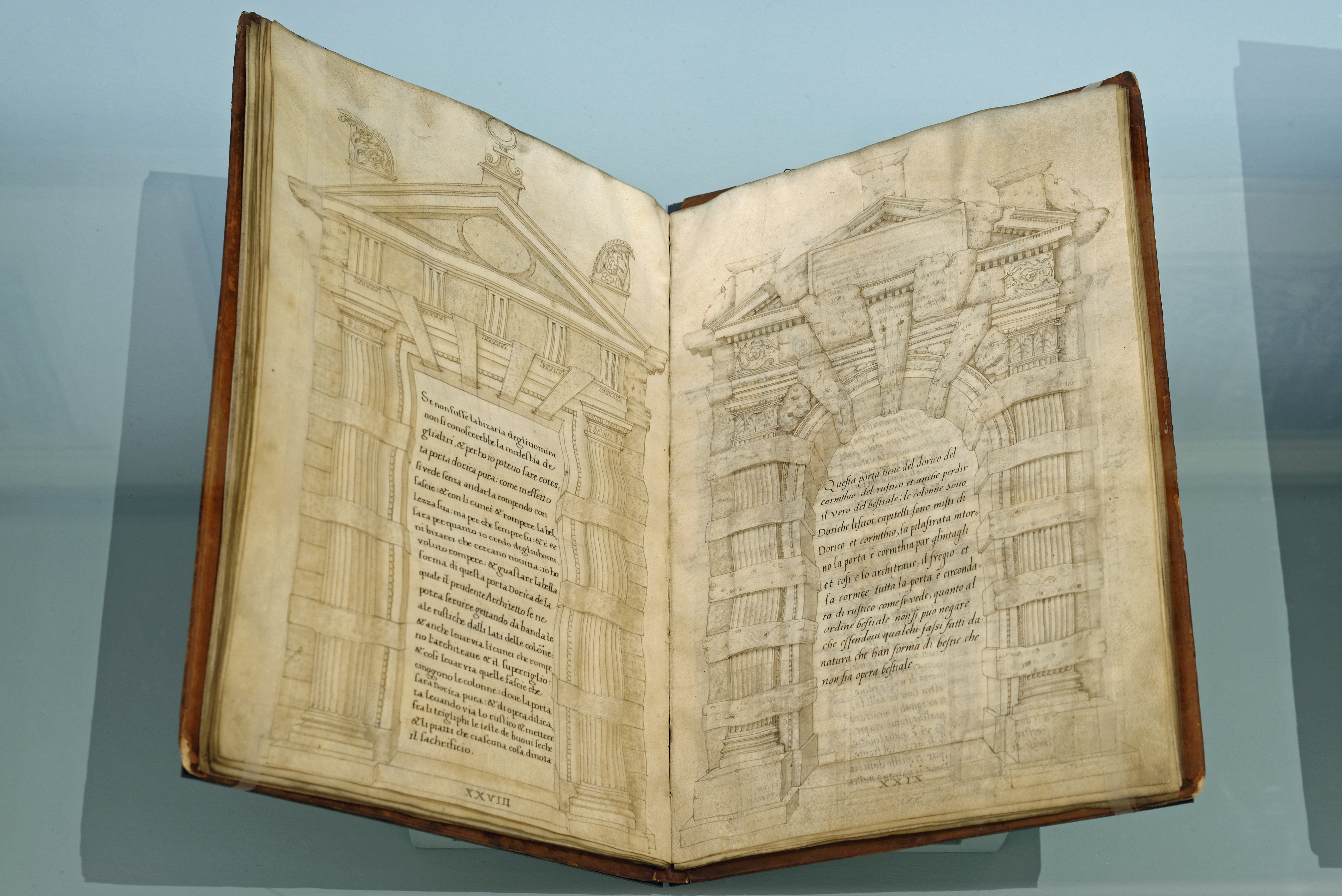
Tratado de Sebastiano Serlio.

Autor do tratado "Tutte L'Opere de L'Arquitettura et Prospetiva", Sebastiano Serlio foi de extrema influência na canonização das ordens clássicas da arquitetura e na história arquitetônica como um todo. Dentre os sete livros da série, o sexto, "Delle habitationi fuori e dentro delle città" (Sobre as habitações dentro e fora das cidades), possui uma preciosidade singular por sua raridade. Afinal, este não foi publicado durante a vida do arquiteto, apenas seus manuscritos foram encontrados. O tratado exerceu influência decisiva sobre a evolução da arquitetura veneziana, especialmente o Livro VI, pois é ele que define a primeira tipologia da arquitetura doméstica ocidental.

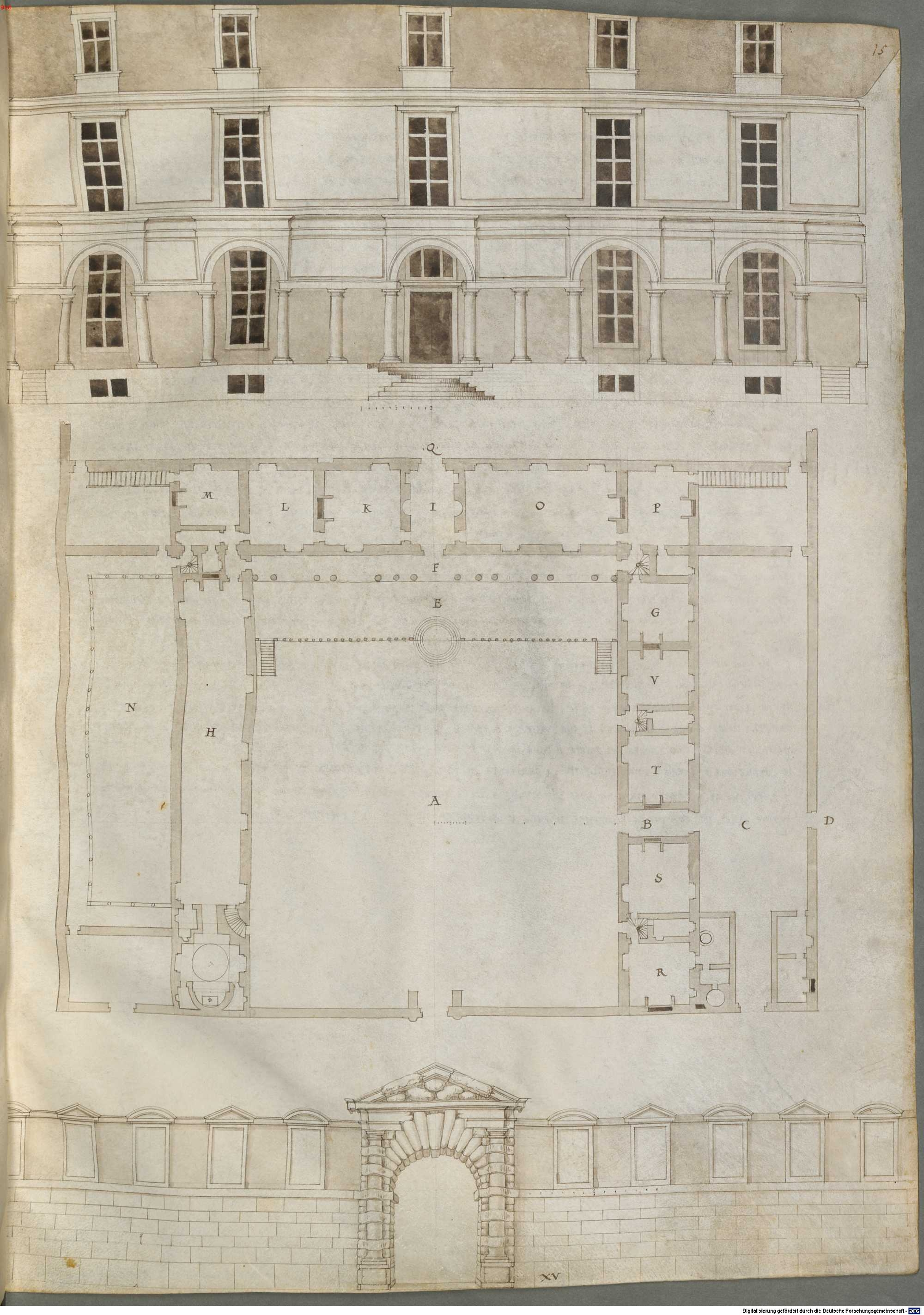
Manuscrito do Livro VI - Sebastiano Serlio.

Composto por diversas ilustrações acompanhadas de texto, o sexto volume trata de casas e villas para todos as camadas sociais, desde as classes inferiores até os palácios reais, abordando amplamente a arquitetura residencial da época. Nele, duas séries independentes são abordas: a primeira relacionada a habitações rurais e, a segunda, a urbanas. Ambas as séries usam o mesmo modelo social como base, onde um tipo de construção adequado é atribuído a cada classe. De certa maneira acabada formando uma espécie de catálogo consultivo de uma tipologia arquitetônica normalmente construída sem a presença de um arquiteto. Deste modo, Sebastiano Serlio é capaz de prever uma nova clientela (especialmente burguesa) que se forma em meio ao Renascimento, popularizando assim a profissão do arquiteto. Havia então a existência de um grande mercado em potencial para o modelo apresentado em seu sexto livro que, após sua morte, continuou sendo seguramente confiado como inspiração para inúmeros artistas e construtores.
Além de ter previsto a disseminação da arquitetura como profissão, o Livro VI do tratado de Serlio auxiliou no entendimento da enorme mudança social que ocorria no período com a ascensão da burguesia. As diversas mudanças políticas e sociais que vinham ocorrendo refletiam diretamente na organização das cidades e suas habitações. Com o decorrer da história, percebe-se a necessidade de novos espaços de convivência, e consequentemente uma nova ordenação do espaço público nas cidades. As necessidades das construções alteram-se com o tempo, promovendo novas reflexões e abordagens no processo de projeto e na relação entre arquiteto e cliente.
A obra em destaque contém diversos modelos desenhados de maneira clara e elegante, acompanhados de explicações e ideias pessoais de Serlio. Desta forma, o arquiteto apresenta exemplos genéricos de palazzi, ville, casas urbanas e camponesas.